# I Do
"I Do" é uma canção da cantora norte-americana de pop Colbie Caillat. A canção foi extraída como primeiro single oficial de seu terceiro álbum de estúdio, intitulado All of You, lançado em 2011. O vídeo musical da canção foi lançado em 11 de março de 2011, no canal oficial da cantora no VEVO.

## Desempenho nas paradas musicais
| Parada (2011)                                 | Melhor posição |
| --------------------------------------------- | -------------- |
| Áustria - Ö3 Austria Top 75                   | 30             |
| Bélgica - Ultratop Flandres                   | 14             |
| Bélgica - Ultratop Valônia                    | 18             |
| Alemanha - (Media Control AG)                 | 33             |
| Alemanha - German Airplay Chart               | 2              |
| Japão - Japan Hot 100                         | 10             |
| Estados Unidos - Billboard Hot 100            | 23             |
| Estados Unidos - Billboard Adult Contemporary | 29             |
| Estados Unidos - Billboard Adult Pop Songs    | 7              |